# Zona de bajas emisiones

Una zona de bajas emisiones (ZBE), también denominadas Zonas Urbanas de Atmósfera Protegida (ZUAP), es un área geográficamente definida que busca restringir o disuadir el acceso de ciertos vehículos contaminantes o sólo permitir el acceso de vehículos de bajas emisiones (como es el caso de las bicicletas, vehículos de micromovilidad, híbridos normales, los enchufables o los eléctricos puros), con el propósito de reducir la contaminación del aire.

## ZBE en Europa

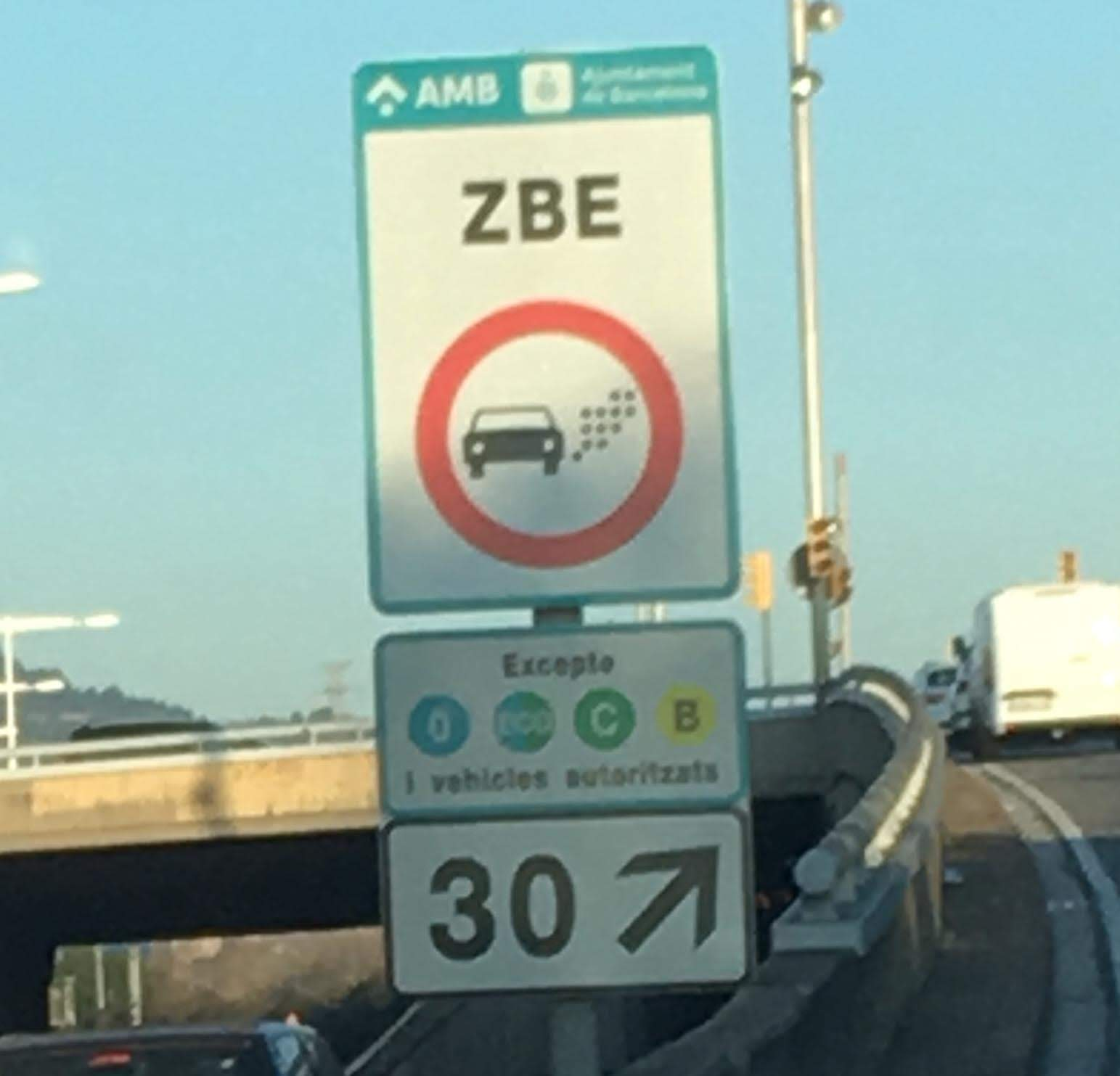

Alrededor de 320 ciudades de toda Europa han puesto en marcha o están preparando zonas de bajas emisiones para alcanzar los valores límites de calidad del aire basados en la salud de la Unión Europea. Esto significa que los vehículos pueden ser prohibidos o, en algunos casos, deben pagar un tributo si quieren entrar en las LEZ cuando sus emisiones están por encima del nivel establecido

### España
Las principales Zonas de Bajas Emisiones en España son Zona de Bajas Emisiones Rondas de Barcelona y Madrid Distrito Centro. Sin embargo, la Ley de cambio climático y transición energética, aprobada en mayo de 2021 obliga a establecer ZBE en las ciudades españolas de más de 50.000 habitantes antes de 2023.
Las Zonas de Bajas Emisiones (ZBE) son áreas urbanas o metropolitanas delimitadas geográficamente para la aplicación de medidas encaminadas a mejorar la calidad del aire.
Una de las herramientas para la creación y gestión de ZBE es el fomento de formas de movilidad menos contaminantes, generando infraestructuras que primen la caminabilidad y la ciclabilidad, además de ofrecer servicios de transporte público, generando una mayor diversidad de ofertas de medios de transporte que reduzcan el uso del coche privado.
Además, en cuanto a los vehículos, se promueven sistemas de coches compartidos y se ha incluido el etiquetaje de los vehículos teniendo en cuenta su nivel de emisiones. El etiquetaje permite clasificar los vehículos en cinco categorías, según sus emisiones en algunos contaminantes, en concreto NOx y PM10:
En el caso de España los vehículos se clasifican desde abril de 2016 de la siguiente manera:
- Adhesivo Amarillo: Vehículos de gasolina matriculados a partir del año 2000 y Diesel a partir del año 2006.
- Adhesivo Verde: Vehículos de gasolina matriculados a partir del año 2006 y Diesel a partir del año 2014.
- Adhesivo Azul y verde: Vehículos híbridos no enchufables, eléctricos enchufables con autonomía inferior a 40km, vehículos de GNC, vehículos de GNL y vehículos de GLP.
- Adhesivo Azul: Vehículos eléctricos de batería, eléctricos de autonomía extendida, eléctricos híbridos enchufables con una autonomía de 40km y vehículos de pila de combustible.

### Alemania
Los criterios para la clasificación como zona ecológica (Umweltzone) se han establecido a nivel nacional, y debe colocarse una pegatina en el parabrisas del vehículo.

### Bélgica
Desde enero de 2019, los vehículos diésel Euro 2 y gasolina Euro 1 no pueden entrar en la zona de bajas emisiones de la Región de Bruselas-Capital.
Desde principios de 2020, existen tres zonas de bajas emisiones en Bélgica, en Bruselas, Amberes y Gante.

### Francia

La primera "zona de tráfico restringido" se introdujo en París en septiembre de 2015.
En octubre de 2018, quince ciudades francesas que experimentaban superaciones de umbrales de concentración de contaminantes atmosféricos planearon definir zonas de bajas emisiones (LEZ) en su territorio para finales de 2020. 
La ley "clima y resiliencia" adoptada definitivamente en 2021 prevé la creación de ZPE en todas las zonas urbanas de más de 150 000 habitantes a más tardar el 31 de diciembre de 2024, es decir, 45 ZPE, y un calendario nacional de prohibición progresiva de los vehículos más contaminantes.

### Italia
Italia cuenta con Zonas de Baja Emisión aplicables a todos los vehículos Hay Zonas de Baja Emisión combinadas con sistemas de peaje urbano en Milán y Palermo, así como zonas de baja emisión con diferentes normas y periodos de tiempo. Estas últimas se encuentran principalmente en el norte de Italia, pero también en el centro de Italia y Sicilia.

### Reino Unido

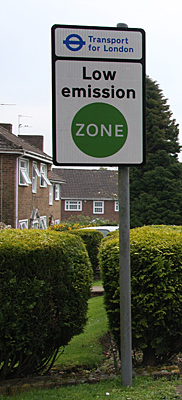

La zona de bajas emisiones de Londres entró en vigor en 2008 y abarca casi todo el Gran Londres, la mayor zona de este tipo del mundo.
La Zona de Ultrabajas Emisiones de Londres comenzó a funcionar el 8 de abril de 2019. En el contexto de la pandemia de coronavirus, el alcalde Sadiq Khan pidió a TfL que suspendiera la aplicación de la siguiente fase de las normas de la LEZ, que debía entrar en vigor el 26 de octubre, para que estas se aplicaran en su lugar a partir de finales de febrero de 2021.
Desde 2015, se ha ordenado a más de 60 autoridades locales que aborden los niveles ilegales de contaminación atmosférica, por lo que muchas de ellas están planeando introducir zonas de aire limpio. Las siguientes ciudades tienen planes para introducir LEZs: Aberdeen (2020), Bath (2021), Birmingham (2019), Derby, Dundee (2020), Edimburgo (2020), Mánchester (2021), Newcastle (2021) y Sheffield (2021).
A partir de junio de 2020, Oxford pretende convertirse en la primera ciudad en implantar un plan de Zona de Emisión Cero (ZEZ), comenzando con una pequeña zona que entrará en vigor a mediados de 2021. Se pospuso su inicio en 2020 debido a las repercusiones económicas de la pandemia de COVID-19. Sin embargo, las propuestas pueden describirse más exactamente como una Zona de Bajas Emisiones o Zona de Ultra Bajas Emisiones, ya que cualquier vehículo puede entrar pagando una tasa. El plan es ampliar la ZEZ gradualmente a una zona mucho mayor, hasta que la ZEZ abarque la mayor parte del centro de la ciudad en 2035.

### Otras ZBE de Europa
También existen Zonas de Bajas Emisiones (o de "Cero Emisiones") en Dinamarca, Finlandia, Países Bajos, Noruega, Portugal, Suecia, Letonia, Hungría, Rumanía, Bulgaria e Irlanda.